# SN 1994ah
SN 1994ah – supernowa typu Ia odkryta 13 października 1994 roku w galaktyce E356-G19. W momencie odkrycia miała maksymalną jasność 18,00m.